# Guatlla del Japó
La guatlla del Japó o guatlla japonesa (Coturnix japonica) és una espècie d'ocell de la família dels fasiànids (Phasianidae) que habita praderies i terres de conreu al sud-est de Sibèria, nord de Mongòlia, nord-est de la Xina, Corea, l'illa Sakhalín i els arxipèlags del Japó i Kurils. Algunes poblacions japoneses són sedentàries però altres migren en hivern cap a la Xina meridional, sud-est asiàtic i nord-est de l'Índia.
En l'art de l'extrem orient la guatlla del Japó és un símbol de la tardor.